# ISO 3166-2:NO
Artículo principal: ISO 3166-2
ISO 3166-2:NO es la entrada para Noruega en ISO 3166-2, parte de los códigos de normalización ISO 3166 publicados por la Organización Internacional de Normalización (ISO), que define los códigos para los nombres de las principales subdivisiones (p.ej., provincias o estados) de todos los países codificados en ISO 3166-1.
En la actualidad, para Noruega los códigos ISO 3166-2 se definen para dos clases de subdivisiones:
- 11 condados (fylke)
- 2 regiones autónomas

Cada código consta de dos partes, separadas por un guion. La primera parte es NO, el código para Noruega en la ISO 3166-1 alfa-2. La segunda parte es numérica, de dos dígitos (con un cero a la izquierda en los números de código menores de 10).

## Códigos actuales
Los nombres de las subdivisiones figuran en la lista según el código ISO 3166-2 publicado por la Agencia de Mantenimiento de ISO 3166 (ISO 3166/MA). Hay que considerar que los nombres de las subdivisiones se clasifican según el alfabeto noruego: a-z, æ, ø, å.
Pulsa sobre el botón de encabezado para clasificar cada columna.

Mapa general de Noruega con sus principales subdivisiones nacionales

| Código | Nombre de la subdivisión (nb, nn)                                       | Categoría de la subdivisión |
| ------ | ----------------------------------------------------------------------- | --------------------------- |
| NO-42  | Agder                                                                   | condado                     |
| NO-34  | Innlandet                                                               | condado                     |
| NO-15  | Møre og Romsdal                                                         | condado                     |
| NO-18  | Nordland                                                                | condado                     |
| NO-03  | Oslo                                                                    | condado                     |
| NO-11  | Rogaland                                                                | condado                     |
| NO-54  | Troms og Finnmark / Romsa ja Finnmárku (se) / Tromssan ja Finmarkun (-) | condado                     |
| NO-50  | Trøndelag / Trööndelage (-)                                             | condado                     |
| NO-38  | Vestfold og Telemark                                                    | condado                     |
| NO-46  | Vestland                                                                | condado                     |
| NO-30  | Viken                                                                   | condado                     |
| NO-22  | Jan Mayen                                                               | región ártica               |
| NO-21  | Svalbard                                                                | región ártica               |

## Cambios
Los siguientes cambios de entradas han sido anunciados en los boletines de noticias emitidos por el ISO 3166/MA desde la primera publicación del ISO 3166-2 en 1998, cesando esta actividad informativa en 2013.
| Informe                       | Fecha de emisión                     | Descripción del cambio reportado | Cambio de código o subdivisión |
| ----------------------------- | ------------------------------------ | --- | --- |
| Boletín II-3                  | 2011-12-13 (corregido el 2011-12-15) | Reordenación alfabética | |
| Plataforma en línea de la ISO | 2018-11-26                           | Se suprimen los condados NO-16 y NO-17; Se añade el condado NO-23; Se actualiza el origen de la lista | Subdivisiones borradas:NO-16 Sør-Trøndelag NO-17 Nord-Trøndelag Subdivisiones añadidas: NO-23 Trøndelag |
| Plataforma en línea de la ISO | 2019-04-09                           | Cambia el código de subdivisión: de NO-23 a NO-50 | Códigos:Trøndelag: NO-23 → NO-50 |
| Plataforma en línea de la ISO | 2020-11-24                           | Condados eliminados: NO-01, NO-02, NO-04, NO-05, NO-06, NO-07, NO-08, NO-09, NO-10, NO-12, NO-14, NO-19, NO-20; Condados añadidos: NO-30, NO-34, NO-38, NO-42, NO-46, NO-54; y el condado NO-50 en sma Se actualiza el origen de la lista | Subdivisiones borradas:NO-01 Østfold NO-02 Akershus NO-04 Hedmark NO-05 Oppland NO-06 Buskerud NO-07 Vestfold NO-08 Telemark NO-09 Aust-Agder NO-10 Vest-Agder NO-12 Hordaland NO-14 Sogn og Fjordane NO-19 Troms NO-20 Finnmark Subdivisiones añadidas: NO-30 Viken NO-34 Innlandet NO-38 Vestfold og Telemark NO-42 Agder NO-46 Vestland NO-54 Troms og Finnmark |